# Ichneumon pusillamoenus
Ichneumon pusillamoenus är en stekelart som beskrevs av Heinrich 1961. Ichneumon pusillamoenus ingår i släktet Ichneumon och familjen brokparasitsteklar. Inga underarter finns listade i Catalogue of Life.